# Agnelo dos Santos
Agnelo Correia dos Santos, mas conhecido como Nelinho (Estância, 20 de julho de 1933 — Salvador, 3 de maio de 2011) foi um futebolista brasileiro durante a década de 1960. Foi considerado um dos jogadores mais importantes da história do Galícia. Também foi ídolo no Vitória.

## Biografia
Começou sua carreira como profissional no Botafogo logo depois se transferindo para o Vitória. No clube rubro-negro viria a ser bicampeão baiano em 1964 e 1965. Em 1966, se transferiu para o Flamengo onde ficou por um ano e em 1967 se transferiu para o Galícia. No clube granadeiro viveu seu melhor momento na carreira ao conquistar o Campeonato Baiano de 1968 onde o elenco desse time contava com vários ídolos azulinos, como Heitor Prates, Carlinhos, Nelson Leal, Valtinho entre outros. Esse foi seu terceiro título de campeão baiano. Ao sair do Galícia retornou ao Vitória no final da carreira em 1969. O último clube de sua carreira foi o Leônico em 1970.

## Morte
Morreu no dia 3 de maio de 2011 em Salvador aos 77 anos onde foi sepultado no cemitério Campo Santo. Jogadores do passado de Galícia, Vitória, entre outros clubes prestaram as últimas homenagens ao ex-jogador.

## Títulos
Vitória
- Campeonato Baiano: 1964, 1965

Galícia
- Campeonato Baiano: 1968